# Dionizy Kajetanowicz
Dionizy Kajetanowicz (ur. 8 kwietnia 1878 w Tyszkowcach k. Horodenki, zm. 18 listopada 1954 w łagrze Abieź w obwodzie Komi) – polski wikariusz kapitulny, infułat, ostatni administrator archidiecezji lwowskiej obrządku ormiańskiego.

## Lata wczesne
Pochodził z rodziny ormiańskiej. Syn Kajetana i Marii z d. Zajączkowskiej. W 1896 wstąpił do zakonu franciszkanów-reformatów, przybierając imię Romana. Wyświęcony w 1903 przez abpa lwowskiego obrządku łacińskiego św. Józefa Bilczewskiego; wicemagister kleryków w Krakowie od 1903, duszpasterz w Jarosławiu od 1904.

## Duchowny ormiański i społecznik
Dymisjonowany z zakonu franciszkanów-reformatów w 1908, inkardynowany za zgodą abpa Józefa Teofila Teodorowicza do archieparchii ormiańskokatolickiej we Lwowie; prefekt w Zakładzie Naukowym im. Józefa Torosiewicza w latach 1908–1911, wikary katedralny i katecheta we Lwowie w latach 1909–1911. Administrator w Śniatyniu od 1911, proboszcz w Śniatyniu od 1912; w czasie I wojny światowej uratował kościół od całkowitego zniszczenia. Kanonik honorowy od 1918, proboszcz i dziekan we Lwowie od 1922, równocześnie kanclerz kurii od 1923 oraz prepozyt kapituły i infułat od 1933. W latach 1922–1930 pełnił funkcję katechety w szkole benedyktynek ormiańskich, a przez pewien czas także dyrektora szkoły oraz kuratora Zakładu Naukowego im. Torosiewicza i dyrektora banku Mons Pius. Wiceprezes Archidiecezjalnego Związku Ormian we Lwowie od 1930. W latach 1925–1930 współzałożyciel i prezes spółdzielni mieszkaniowej, budującej dom dla 20 starszych i niezamożnych osób. W latach 1927–1934 współzałożyciel i redaktor naczelny miesięcznika archidiecezjalnego „Posłaniec św. Grzegorza”, a w latach 1935–1938 miesięcznika naukowego „Gregoriana”; W latach 1938–1939 członek redakcji wznowionego „Posłańca św. Grzegorza”. Autor broszury o Śniatyniu pt. „Na historycznym szlaku" /Lwów 1920/ i przewodnika „Katedra ormiańska i jej otoczenie" /Lwów 1930/. W 1927 przetłumaczył na język polski i wydał tekst Mszy świętej ormiańskiej rytu lwowskiego, w 1938 wydał ten sam tekst, ale w poprawionej formie.
Jeden z najbliższych współpracowników abpa Teodorowicza, którego przekonał o potrzebie sprowadzenia do Polski księży z Armenii oraz o potrzebie wysyłania kleryków ze Lwowa do Papieskiego Kolegium Ormiańskiego w Rzymie. Jako pierwsi klerycy wyjechali dwaj jego siostrzeńcy: Jan i Kazimierz Romaszkanowie, pierwszy zaraz powrócił, a drugi ukończył studia, przyjmując święcenia kapłańskie.
Jak podaje Bohosiewicz (1933), czołowy zwolennik powrotu do źródeł obrządku ormiańskiego w Polsce. Za aprobatą Józefa Teodorowicza udał się do Patriarchatu Ormiańsko-Katolickiego w Bejrucie i do Konstantynopola. Celem tego wyjazdu było dokładne zapoznanie się z całokształtem tradycji i obrządku ormiańskiego oraz, niezależnie od jurysdykcji kościelnej, nawiązanie ścisłej więzi z Patriarchatem i ośrodkami ormiańskimi na Bliskim i Środkowym Wschodzie. Z Patriarchatu przywiózł m.in. melodie i dokładny opis ceremoniału Mszy Świętej, sposób sprawowania sakramentów i odmawiania Brewiarza. Opracowano statut specjalnej Komisji Liturgicznej, której zadaniem byłoby stopniowe przywracanie obrządkowi ormiańskiemu jego właściwej formy.

## Następca arcybiskupa Teodorowicza
4 grudnia 1938 zmarł arcybiskup Teodorowicz, a 10 grudnia 1938 Dionizy odprawił mszę śpiewaną, po której mszę pontyfikalną odprawił prymas Polski August Hlond. Następnie należało wybrać następcę na arcybiskupa archidiecezji lwowskiej obrządku ormiańskiego. Pełniący obowiązki wikariusza kapitulnego Dionizy zwołał zjazd wszystkich osiemnastu kapłanów ormiańskich z dziewięciu parafii. Zgodnie z tradycją archidiecezji ormiańskiej całe jej duchowieństwo wybierało trzech kandydatów na nowego ordynariusza. Spośród nich Papież mianował arcybiskupem jednego, zazwyczaj tego, który otrzymał największą liczbę głosów. Oprócz Dionizego wybrani zostali: ks. Walerian Bąkowski i ks. Kajetan Amirowicz. Największą liczbę, bo 11 z 18 głosów, zyskał infułat Dionizy Kajetanowicz. Informację tę wysłano do Rzymu w celu zatwierdzenia i mianowania jednego z nich na biskupa; decyzji jednak się nie doczekano, gdyż wybuchła wojna. Dionizy został więc administratorem archidiecezji, ale nie został konsekrowany.

## Lata II wojny światowej
W czasie wojny uratował wielu Żydów, wydając im metryki chrztu, za co aresztowany został przez Niemców 13 kwietnia 1943. Wypuszczony dzięki interwencji metropolity greckokatolickiego Andrzeja Szeptyckiego. Z pomocy tego ostatniego korzystał również w kontaktach ze Stolicą Apostolską. 26 listopada 1945 ponownie aresztowany, tym razem przez NKWD. Pod fałszywymi zarzutami skazany 8 marca 1946 na 10 lat łagrów, konfiskatę mienia i pozbawienie praw publicznych na 5 lat. W czasie uwięzienia dużo pisał; głównie poezję polską i łacińską oraz utwory religijne.

## Śmierć
Zmarł krótko przed zakończeniem odbywania kary, w łagrze w pobliżu miejscowości Abieź w Komijskiej ASRR, za kołem polarnym (według niektórych źródeł został otruty). Miejsce pochówku nie jest znane. Zrehabilitowany pośmiertnie przez władze niepodległej Ukrainy 10 sierpnia 1994. Jego symboliczny grób znajduje się na Cmentarzu Rakowickim w Krakowie (kwatera LXVIII-płn.-28). Przez Ormian polskich uważany jest za męczennika za wiarę. Jego twarz uwieczniona jest w katedrze ormiańskiej we fresku Jana Henryka Rosena „Ostatnia Wieczerza” jako twarz apostoła Mateusza Ewangelisty.

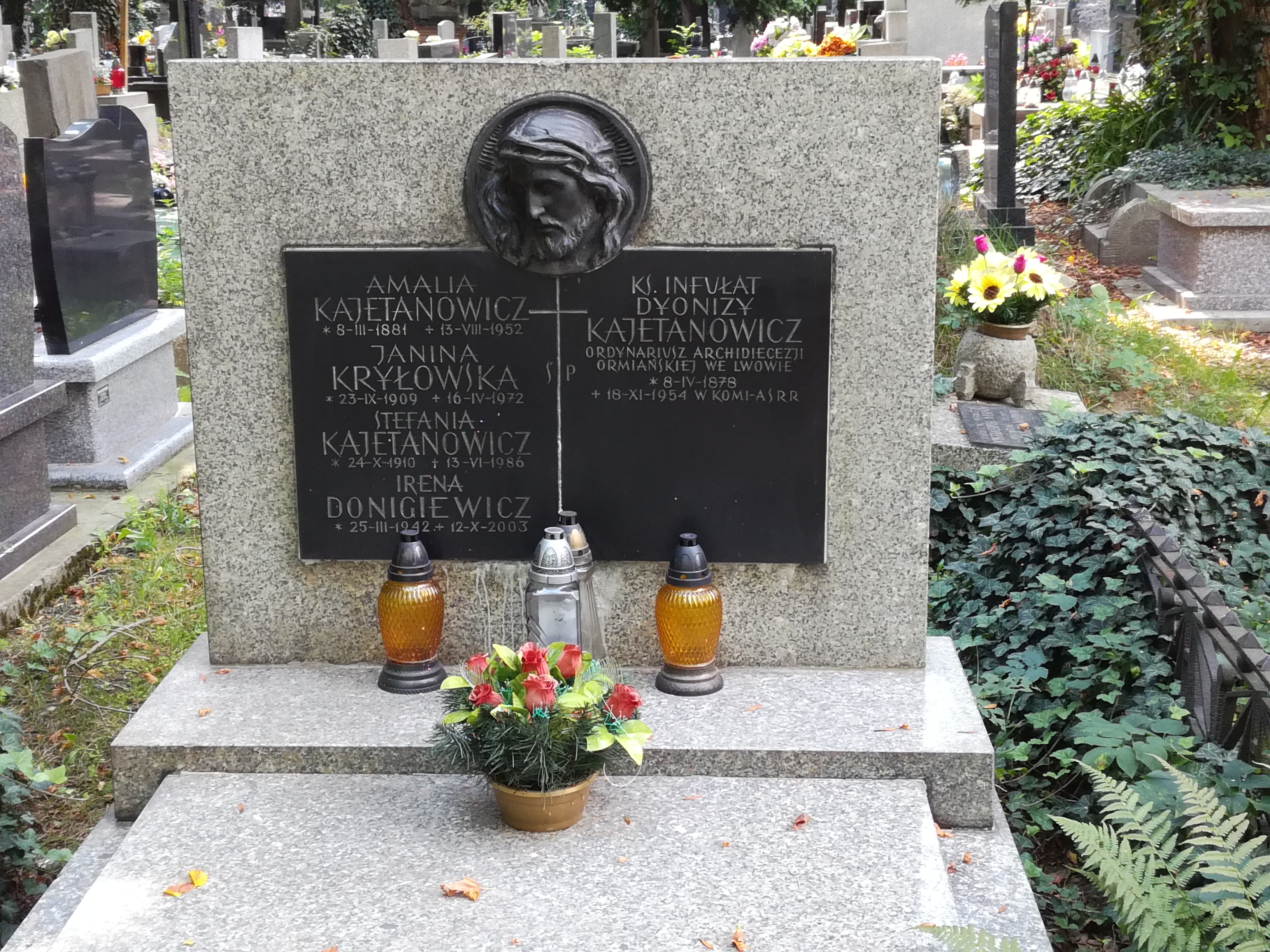
Grób symboliczny ks. Dionizego Kajetanowicza w Krakowie